# 岩崎邦宏
岩崎 邦宏（いわさき くにひろ、1944年10月5日 - ）は、大分県出身の元競泳選手。1964年東京オリンピック競泳男子800mフリーリレー銅メダリスト。大分県立佐伯鶴城高等学校、早稲田大学教育学部卒業。東京・メキシコの2大会に出場。

## 経歴
早稲田大学2年時に出場した1964年東京オリンピックでは400mリレーで4位入賞、800mリレーでこの大会競泳チーム唯一となる銅メダルを獲得する。
1966年アジア競技大会では100m自由形で優勝・日本新、200m自由形で優勝、800mリレーで優勝、400mメドレーリレーで優勝する
1968年メキシコシティーオリンピックでは100m自由形で準決勝敗退、200m自由形予選敗退、400mリレーでは8位、400mメドレーリレーでは5位、800mリレーでは予選敗退。2大会連続メダル獲得はならなかった。
1970年アジア競技大会では200m自由形・400mリレー・800mリレーで3冠を達成。100m自由形でも2位に入った。
日本学生選手権水泳競技大会では100m自由形・200m自由形・400mメドレーリレーの3種目で3連覇を、400mリレーと800mリレーでは4連覇を達成した。4年間で最大12回出場出来るリレー種目で11回の優勝は歴代1位タイ。

## 主な実績
- 1962年高校総体　100m自由形優勝　200m自由形優勝　400mリレー優勝
- 1963年日本学生選手権　100m自由形3位　200m自由形2位　400mリレー優勝　800mリレー優勝[4]
- 1964年日本学生選手権　100m自由形優勝　200m自由形優勝　400mリレー優勝　800mリレー優勝　400mメドレーリレー優勝[4]
- 1964年東京オリンピック　400mリレー4位　800mリレー3位[1]
- 1965年日本学生選手権　100m自由形優勝　200m自由形優勝　400mリレー優勝　800mリレー優勝　400mメドレーリレー優勝[4]
- 1966年日本選手権　100m自由形優勝　200m自由形優勝[6]
- 1966年日本学生選手権　100m自由形優勝　200m自由形優勝　400mリレー優勝　800mリレー優勝　400mメドレーリレー優勝[4]
- 1966年アジア競技大会　100m自由形優勝　200m自由形優勝　800mリレー優勝　400mメドレーリレー優勝[3]
- 1967年日本選手権　100m自由形優勝　200m自由形優勝　400m自由形2位[6]
- 1968年日本選手権　100m自由形優勝　200m自由形優勝[6]
- 1968年メキシコシティーオリンピック　100m自由形準決勝敗退　200m自由形予選敗退　400mリレー8位　800mリレー予選敗退　400mメドレーリレー5位[1]
- 1970年日本選手権　100m自由形優勝　200m自由形2位[6]
- 1970年アジア競技大会　100m自由形2位　200m自由形優勝　400mリレー優勝　800mリレー優勝[3]